# Pisanosaurus mertii
Pisanosaurus è un genere estinto di dinosauromorfo primitivo vissuto nel Triassico superiore, circa 228-216 milioni di anni fa (Carnico-Norico), in quello che oggi è il Sud America. Il genere contiene una singola specie, ossia P. mertii. Era un erbivoro di piccole dimensioni, esile di costituzione, che poteva raggiungere una lunghezza di 1 metro (3,3 piedi). L'unica specie conosciuta si basa su un singolo scheletro parziale scoperto nella Formazione Ischigualasto, in Argentina.
L'esatta classificazione di Pisanosaurus è stata oggetto di dibattito da parte degli scienziati per oltre 40 anni; fino al 2017, il consenso generale era che il Pisanosaurus fosse il più antico ornithischio conosciuto, parte di un gruppo eterogeneo di dinosauri che visse durante quasi l'intero arco dell'era mesozoica, ma recentemente alcuni hanno iniziato a considerarlo un silesauride non-dinosauro.

## Descrizione

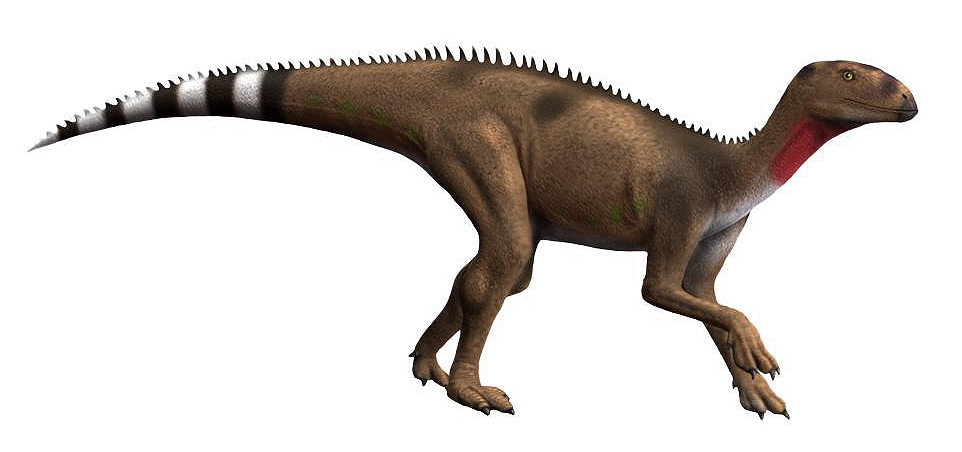
Ricostruzione di Pisanosaurus, come silesauride

Sulla base degli elementi fossili conosciuti provenienti da uno scheletro parziale, Pisanosaurus era un dinosauriforme di piccole dimensioni, dalla corporatura leggera, lungo circa 1 metro. Il suo peso si aggirava tra 2.27-9.1 kg (5-20 libbre). Queste stime variano a causa dell'incompletezza dell'olotipo PVL 2577. L'orientamento del pube è incerto, con alcune ricostruzioni scheletriche che lo proiettano in avanti e verso il basso (la condizione propubica) simile a quella della maggior parte dei dinosauri saurischi.
Secondo la ridescrizione di José Bonaparte del 1976, Pisanosaurus possiede alcune caratteristiche distintive. L'acetabolo, l'articolazione dell'anca, è aperto. I pedicelli dell'osso ileo sono brevi, con un conseguente acetabolo basso e assialmente lungo. La regione superiore dell'ischio è ampia, più grande di quella dell'osso pubico. I metacarpi della mano sono apparentemente allungati, misurano circa 15 millimetri.

## Classificazione
Pisanosaurus è il genere tipo di Pisanosauridae, una famiglia eretta da Casamiquela nello stesso articolo in cui descrisse Pisanosaurus. La famiglia Pisanosauridae è caduta in disuso, poiché uno studio del 1976 considerava il gruppo un sinonimo dei già descritti Heterodontosauridae.
Pisanosaurus è tradizionalmente classificato come ad uno stadio molto primitivo all'interno degli Ornithischia; il postcranio sembra mancare di una buona sinapomorfia ornithischiana, tanto che anche Paul Sereno, nel 1991, suggerì che il fossile fosse una chimera. Tuttavia, studi recenti suggeriscono che i fossili appartengono ad un singolo esemplare.
Nel corso degli anni, il Pisanosaurus è stato classificato come heterodontosauro, fabrosauride, e come hypsilophodontide, venendo spesso etichettato come il più antico ornithischio conosciuto. Uno studio del 2008 collocò il Pisanosaurus al di fuori di (e più basale di) Heterodontosauridae. In questo studio, il Pisanosaurus è il più antico e primitivo ornithischio noto. Tale ipotesi fu supportata anche da Norman et al. (2004), Langer et al. (2009) e Baron, Norman & Barrett (2017). Altri ornithischi primitivi includono Eocursor, Trimucrodon e possibilmente anche Fabrosaurus.
Al contrario, un'analisi filogenetica condotta da Agnolin (2015) ha recuperato Pisanosaurus come possibile membro non-dinosauro dei Dinosauriformes, relativo ai silesauridi. Nel 2017, è stato nuovamente suggerito che il Pisanosaurus possa essere un silesauride.

## Storia della scoperta

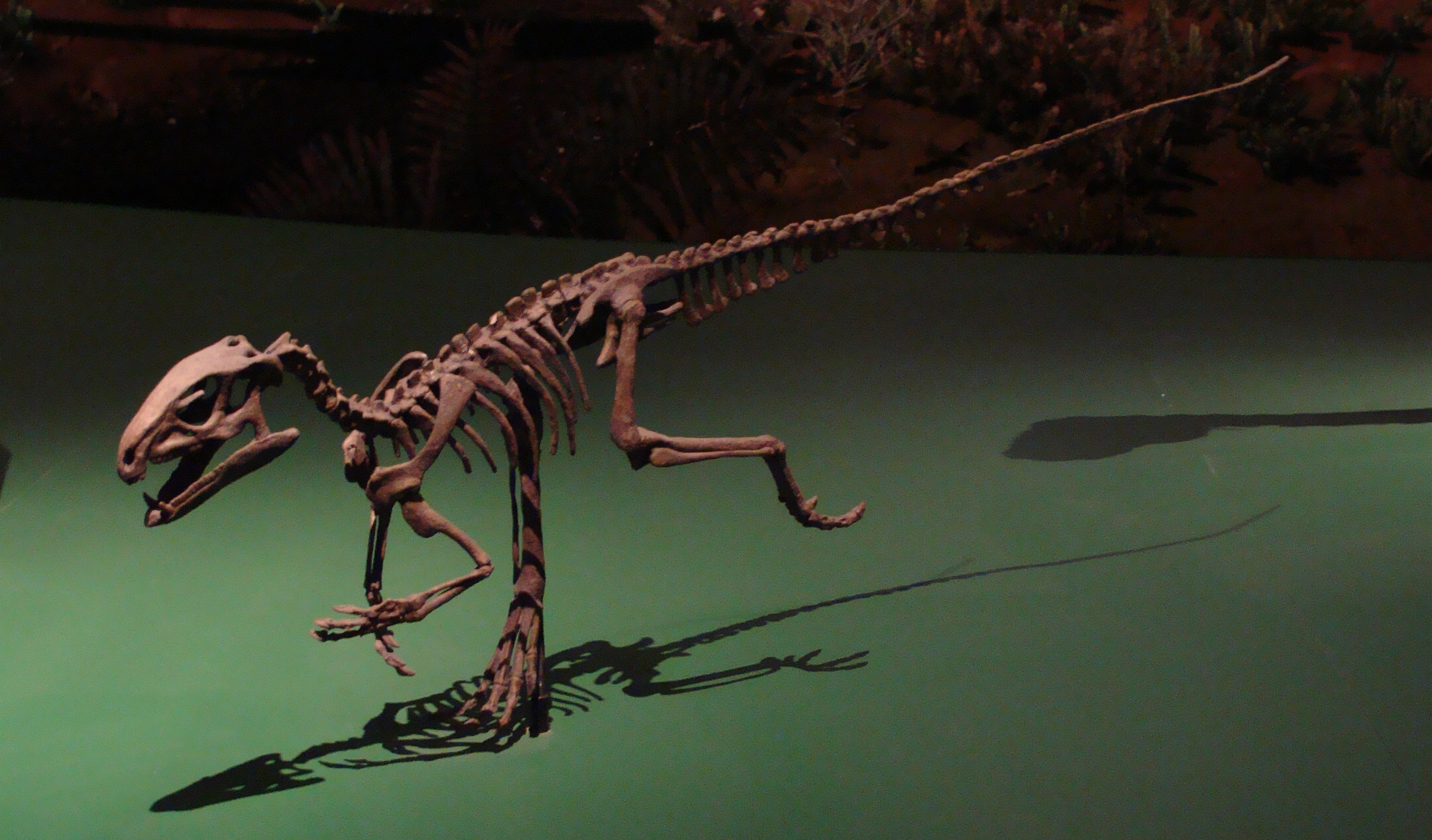
Scheletro ricostruito di Pisanosaurus, che riflette l'interpretazione tradizionale di quest'ultimo come un dinosauro ornithischio, Royal Ontario Museum

Il Pisanosaurus è conosciuto da un unico scheletro frammentato scoperto nel 1962 da Galileo Juan Scaglia nella località di Agua de Las Catas nella Formazione Ischigualasto, a La Rioja, Argentina. Questa scheletro parziale rappresenta l'olotipo PVL 2577, e consiste in un cranio parziale con una mascella destra frammentaria munita di denti e un ramo mandibolare destro incompleto (mandibola), sei vertebre cervicali incomplete, sette vertebre dorsali incomplete, l'impressione nella roccia di cinque vertebre sacrali, una costola completa più diversi frammenti di costole, una scapola destra frammentaria, un coracoide, l'impressione nella roccia di un frammento di ileo, un ischio e un osso pubico, un'impressione nella roccia di tre metacarpi, un femore completo, la tibia destra, il perone destro, con un astragalo articolato e calcagno, un elemento tarsale con metatarsale, metatarsi III e IV, tre falangi dal terzo dito e cinque falangi, tra cui l'unguale, dal quarto dito, e un frammento indeterminato di un osso lungo.
Il nome del genere Pisanosaurus significa "lucertola di Pisano" e combina il nome "Pisano" in onore del paleontologo argentino Juan Arnaldo Pisano del Museo de La Plata, con un "saurus" dal greco (σαύρα) che significa "lucertola". Il Pisanosaurus venne descritto e nominato dal paleontologo argentino Rodolfo Casamiquela, nel 1967. L'unica specie ascritta al genere otre che specie tipo è Pisanosaurus mertii, il cui nome specifico, mertii, onora il defunto naturalista araucano Carlos Merti.

## Paleoecologia

### Provenienza

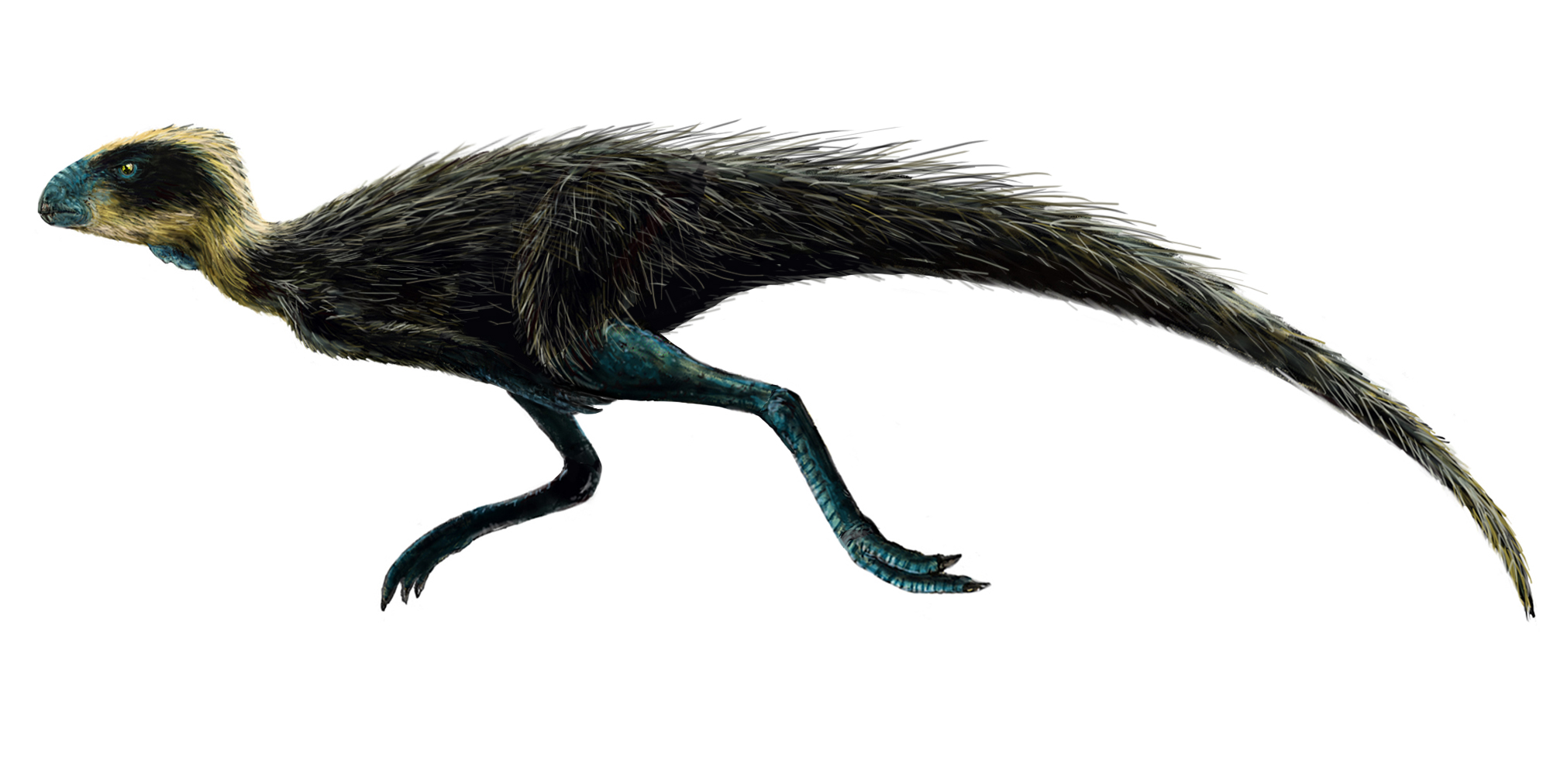
Ricostruzione di Pisanosaurus, che riflette l'interpretazione tradizionale di quest'ultimo come un dinosauro ornithischio

I fossili di Pisanosaurus sono stati scoperti nella località "Agua de las Catas", della Formazione Ischigualasto, a La Rioja, Argentina. Originariamente datata al Triassico medio, questa formazione è oggi stata datata allo stadio Triassico superiore (Carnico), depositatasi circa 228-216,5 milioni di anni fa. Questo esemplare fu raccolto da José Fernando Bonaparte, Rafael Herbst e dai preparatori Martín Vince e Scaglia, nel 1962, ed è ospitato nella collezione del Laboratorio di Paleontologia di Vertebrados, Istituto "Miguel Lillo", a San Miguel de Tucumán, Argentina.

### Fauna e habitat
All'epoca del Pisanosaurus, la Formazione Ischigualasto era una pianura alluvionale vulcanicamente attiva coperta da foreste, con un clima caldo e umido, [19] sebbene soggetta a variazioni stagionali, incluse forti piogge. La vegetazione consisteva in felci, equiseti e conifere giganti, che formavano foreste di altopiani lungo le rive dei fiumi. I resti di Herrerasaurus sembrano essere i più comuni tra i carnivori della Formazione Ischigualasto. Sereno (1993) osservò che Pisanosaurus venne ritrovato in "stretta associazione" con terapsidi, rauisuchiani, archosauri, Saurosuchus e i dinosauri Herrerasaurus ed Eoraptor, tutti vissuti nel suo paleoambiente. Bonaparte (1976) ipotizzò che Pisanosaurus avesse un ruolo in una fauna dominata dai terapsidi. Il grande carnivoro Herrerasaurus potrebbe essersi nutrito frequentemente di Pisanosaurus. Gli erbivori erano rappresentati dai rynchosauri come Hyperodapedon (un rettile erbivoro dotato di becco); aetosauri (rettili corazzati spinosi); dicynodonti kannemeyeriidi (animali quadrupedi dal becco grosso e dalla corporatura robusta) come Ischigualastia; e traversodontidi (un po' simili in generale ai dicinodonti, ma privi di becchi) come Exaeretodon. Questi erbivori non-dinosauri erano molto più abbondanti dei primi dinosauri.